# 皇帝演習

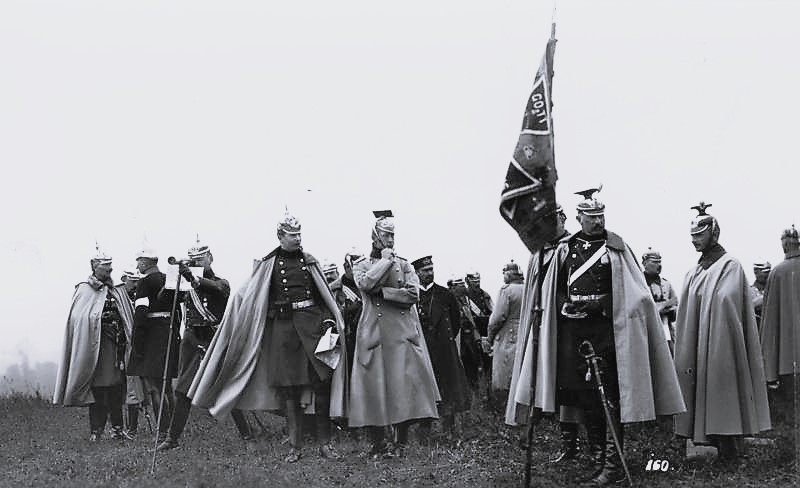
1908年阿爾薩斯-洛林的皇帝演習 ，最左邊的德皇威廉二世

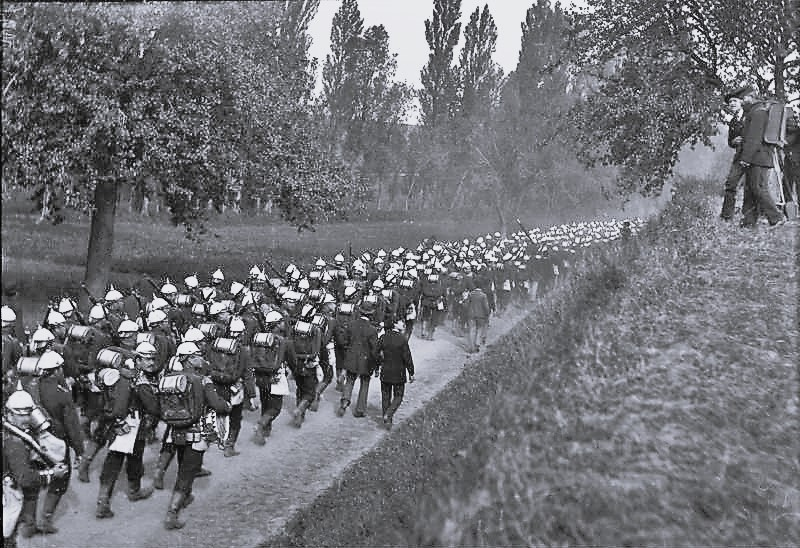
1888年歐登瓦爾德的皇帝演習

皇帝演習（德語：Kaisermanöver）指的是德意志帝國時期每年皇帝出席的最重要、最全面的軍事演習。這種大規模的演習在當時的歐洲其他國家也很常見，比如俄羅斯帝國、意大利王國或瑞士。
皇帝演習由參加軍隊的陸軍閱兵儀式、海軍閱兵儀式和持續數天的軍隊演習組成。如果參與的部隊都無法出海，那麼艦隊閱兵和演習大多會被省略。參戰的陸軍主要由德意志帝國陸軍的兩個集團軍組成。對同時代德國國內外的人來說，這些演習是評估德國軍隊戰鬥價值的依據。同時，它能夠為當代的史學和政治學研究帶來參考。

## 歷次演習
後面的羅馬數字指的是演習部隊的番號。
- 1861 年：Zieverich（VIII.）
- 1868 年：小羅加恩
- 1873 年：漢諾威
- 1875 年：特里爾（VIII.） 和 Bunzelwitz（VI.）
- 1876 年：奧伊斯基興（VIII.）
- 1877 年：斯托克姆（VII.）
- 1879 年：斯特拉斯堡（XV.）
- 1881 年：克倫斯貝格
- 1882 年：布雷斯勞
- 1884 年：奧伊斯基興（VIII.） 和 Wevelinghoven（VII.）
- 1885 年：路德維希堡
- 1889 年：明登（VII.） 和克倫斯貝格（X.）
- 1890 年：弗倫斯堡
- 1893 年：Trier-Euren（VIII.） 和洛泰堡（XIV.）
- 1894 年：埃爾賓
- 1895 年：斯德丁
- 1896 年：格爾利茨
- 1897 年：米爾海姆-凱爾利希和凱蒂希之間（VIII.）以及 Nieder-Erlenbach和比伯爾里德之間（XI.）[1]
- 1898 年：明登（VII.） 和 Kronsberg（X.）
- 1899 年：斯圖加特和（XV）
- 1900年：斯德丁
- 1901年：但澤
- 1902年：波茲南
- 1903：蔡特海恩
- 1904 年：阿爾托納
- 1905 年：科布倫茨（VIII.） 和洪堡（XVIII.）[2]
- 1907 年：明斯特（VII.） 和克倫斯貝格（X.）
- 1908 年：聖阿沃爾德（機動）（XV.）
- 1909 年：卡爾斯魯厄
- 1910 年：科布倫茨（VIII.） 和柯尼斯堡附近的德沃廣場（Devauer Platz）
- 1911 年：阿爾托納
- 1914 年：預計在萊茵蘭，但是因一戰的爆發未能舉行